# 足るを知る
足るを知る（たるをしる）は、古代中国からの成句。ヨガ哲学ではサントーシャ(en:Santosha、サンスクリット:संतोष saṃtoṣa、知足)ともいう。

## 概要
身分相応に満足することを知るということを意味する。現在の状態は足りているということを知り、それ以上は求めないようにするということを意味する。
分をわきまえるという言葉が存在しているが、意味は異なっている。分のわきまえるとは、自らの身の程を知りでしゃばった行動を控えるようにするということを意味する。対して足るを知るとは満足することを知るということで、知る事柄が異なっている。

### 歴史
「足るを知る」は仏教の教えおよび中国の思想から広まった概念であるとされる。仏教の経典には「知足」という言葉が登場し、これが道家思想の影響を受けつつ、中国文化の中で広がったと考えられる。しかし、老子の時代（紀元前6世紀ごろ）には仏教は中国に存在しておらず、『老子』には「知足者富（足るを知る者は富む）」と記されており、道家思想で独自にこの概念が重視されていた。仏教と道教の双方が、それぞれの解釈で「足るを知る」の考えを広めていったとされる。龍安寺には吾唯足るを知ると記されたつくばいがあることが有名であり、このことから仏教で説かれている教えであることが根拠付けられる。身分相応の満足を知る意味として用いられ、身分に合わない満足を目指して卑屈になるのではなく、身分相応の倹しい生活をすることを示す。
現代社会で広く用いられている足るを知るは、老子の足るを知る者は富むという考えからであるとされている。これは満足するということを知っている人は、貧しかったとしても精神的には豊かで幸福であるということである。老子は、人間の欲求や欲望は際限が無くどこまでも沸いてくるため、現在よりも上を求め続けるならばいつまでたっても幸せになることはできないとしていた。欲によって人生を振り回されたり、人と争わないためにも今の状態に満足することが大切であるとする。
足るを知るは老子では繰り返し説かれている。老子第44章では、満足することを知っていれば恥をかかされることは無いし、ある限度でやめることを知っていれば失敗することも無いと説かれている。